# Pyrrhura
Pyrrhura este un gen de păsări psittaciforme din familia Psittacidae, care locuiesc în mare parte din America de Sud și în sudul Americii Centrale.

## Taxonomie
Genul Pyrrhura a fost introdus în 1856 de naturalistul francez Charles Lucien Bonaparte. Bonaparte nu a specificat o specie tip, dar aceasta a fost desemnată în 1891 de zoologul italian Tommaso Salvadori ca Psittacus vittatus, care a fost înlocuită cu Psittacus frontalis. Numele genului provine din epitetul specific al Microsittace pyrrhura acum Pyrrhura molinae. Numele combină greaca veche purrhos care înseamnă „de culoarea flăcării” sau „roșu” cu -ouros care înseamnă „coadă”.
Taxonomia unor grupuri, în special Pyrrhura picta și Pyrrhura leucotis, s-a schimbat semnificativ în ultimii ani. La sfârșitul anului 2008, s-a propus ca membrii Pyrrhura picta din nord-estul Peru să fie considerați o nouă specie. Aceasta nu a primit încă o recunoaștere pe scară largă (de exemplu, de către Societatea Ornitologică Americană) și, prin urmare, nu este inclusă în lista de mai jos.

## Specii
Genul conține 24 de specii:
- Pyrrhura cruentata
- Pyrrhura frontalis
- Pyrrhura devillei
- Pyrrhura perlata
- Pyrrhura lepida
- Pyrrhura molinae
- Pyrrhura picta
- Pyrrhura subandina – posibil dispărută
- Pyrrhura emma
- Pyrrhura amazonum
- Pyrrhura snethlageae
- Pyrrhura lucianii
- Pyrrhura roseifrons
- Pyrrhura leucotis
- Pyrrhura griseipectus
- Pyrrhura pfrimeri
- Pyrrhura egregia
- Pyrrhura viridicata
- Pyrrhura melanura
- Pyrrhura orcesi
- Pyrrhura rupicola
- Pyrrhura albipectus
- Pyrrhura calliptera
- Pyrrhura hoematotis
- Pyrrhura rhodocephala
- Pyrrhura hoffmanni

## Galerie

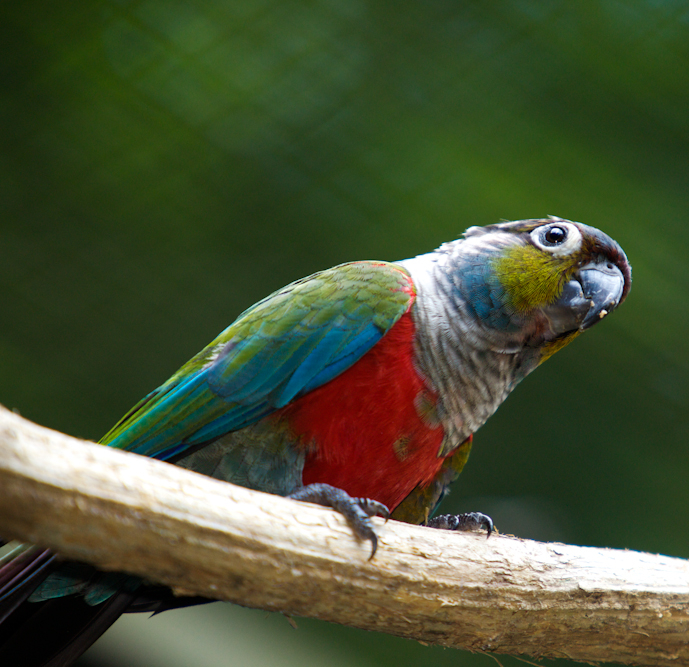
Pyrrhura perlata
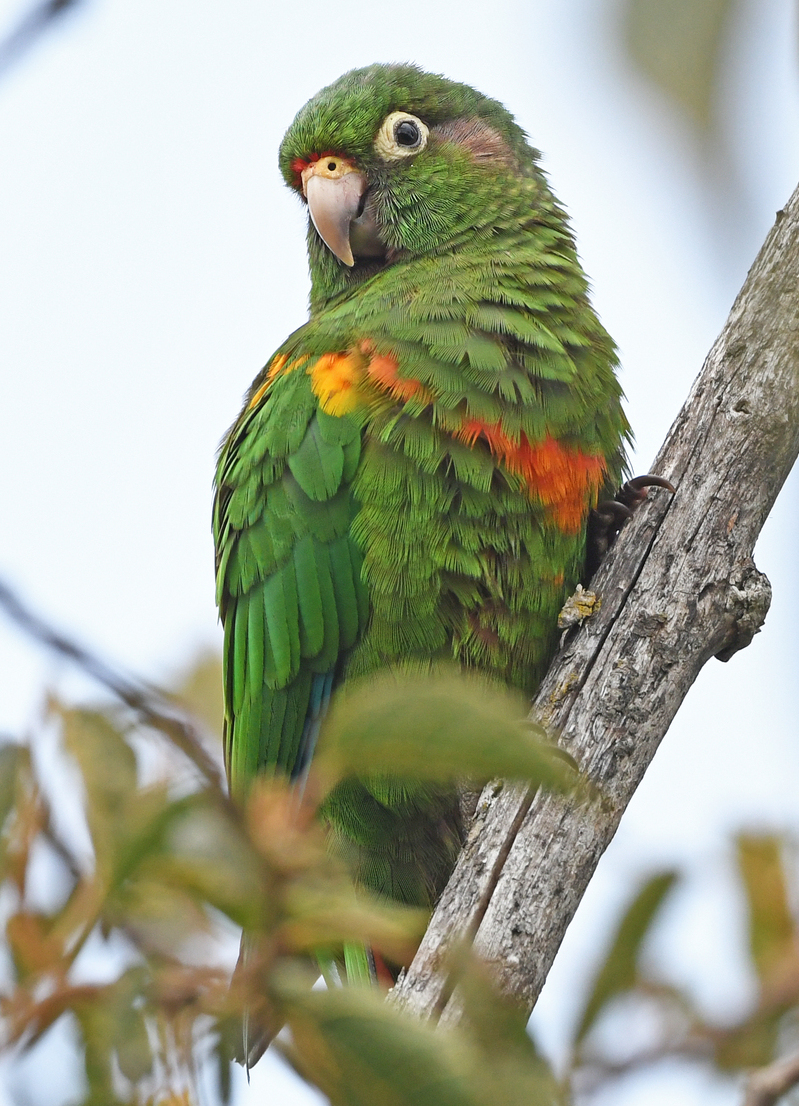
Pyrrhura viridicata
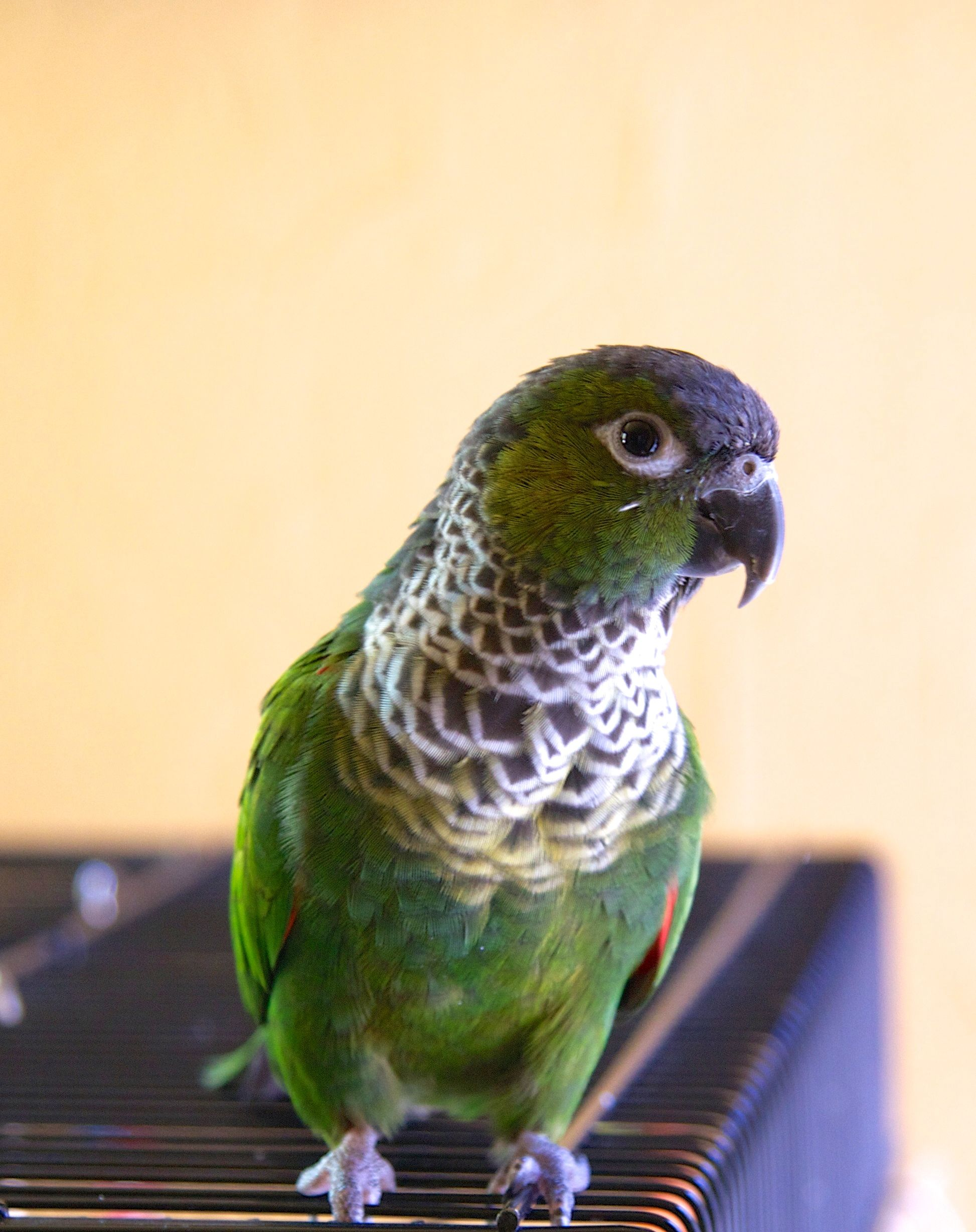
Pyrrhura rupicola
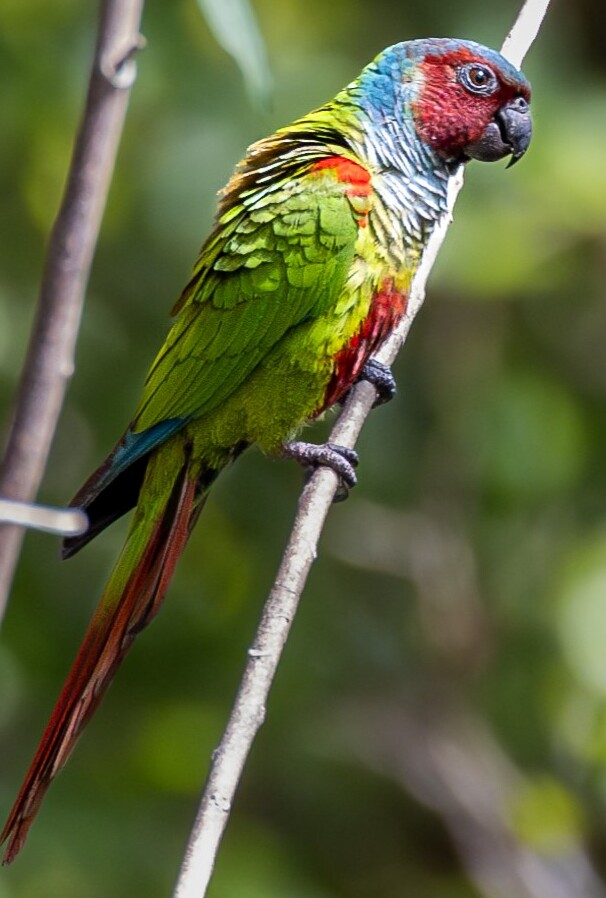
Pyrrhura pfrimeri
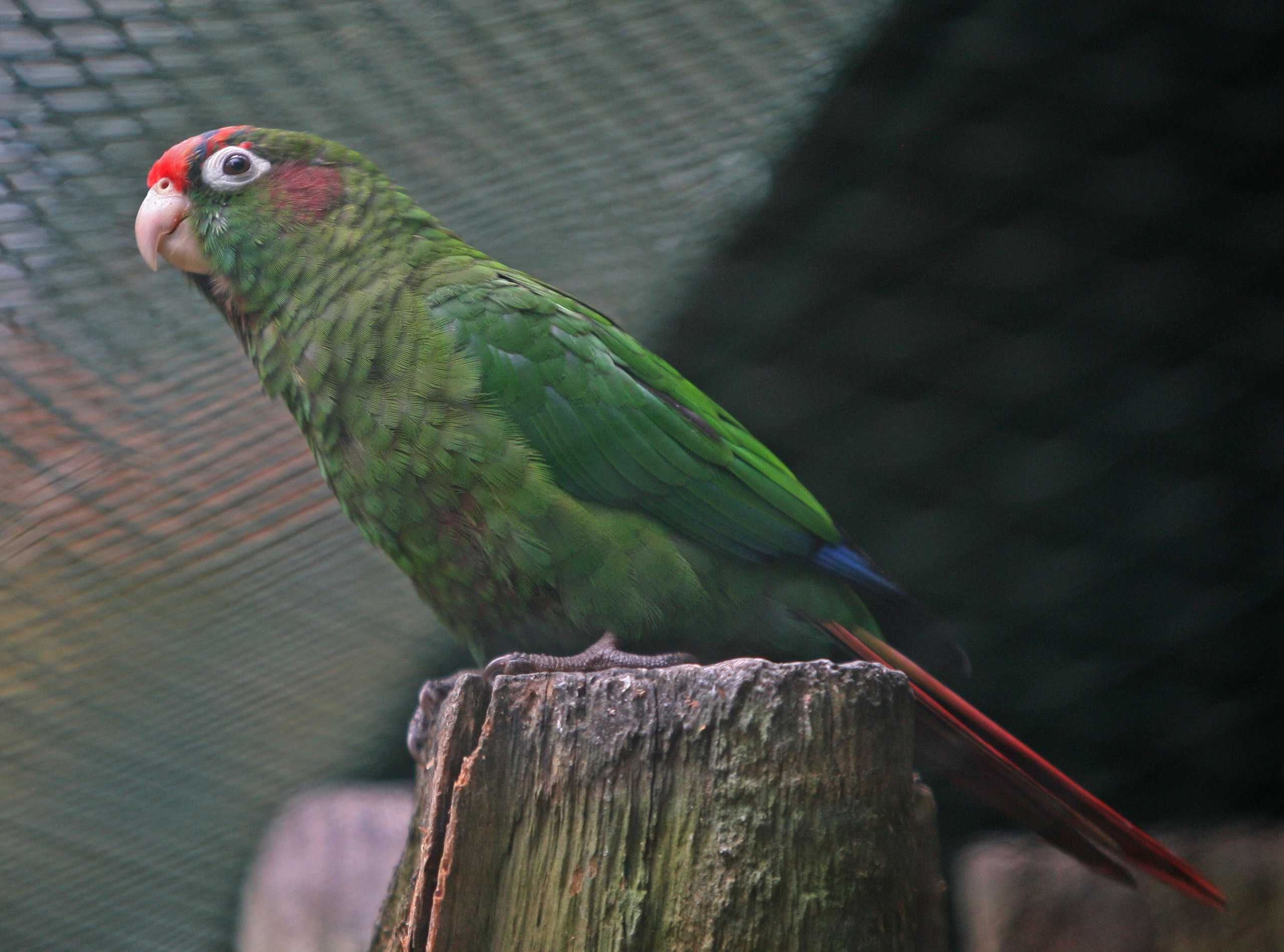
Pyrrhura rhodocephala